# Dichagyris verecunda
Dichagyris verecunda là một loài bướm đêm thuộc họ Noctuidae. Nó được tìm thấy ở the region of miền nam Xibia và Mông Cổ, bao gồm nơi đặc trưng của nó Kyrgyzstan.

## Hình ảnh

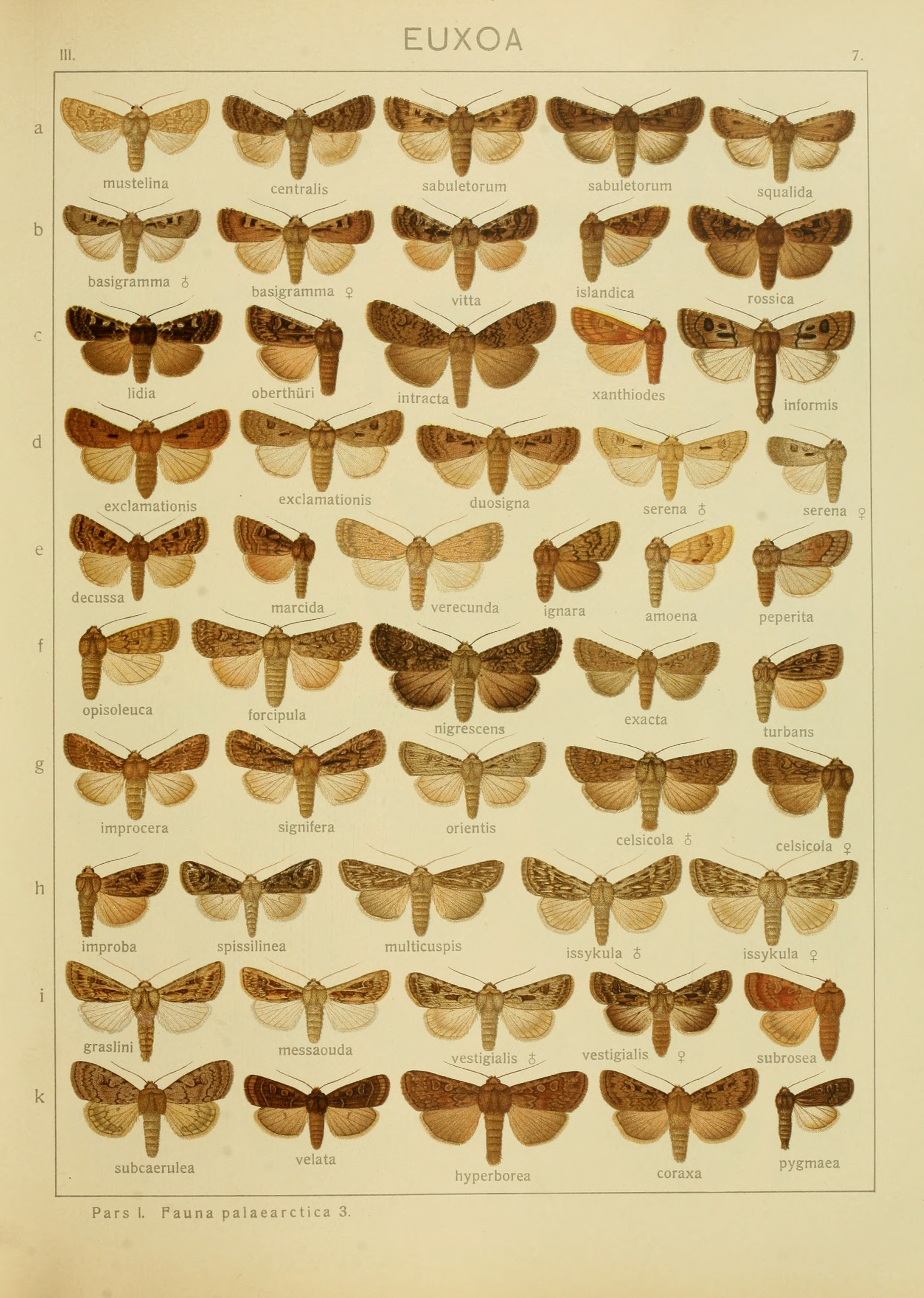